# I Want Crazy
"I Want Crazy" é uma canção gravada pelo cantor norte-americano Hunter Hayes para nova versão do álbum auto-intitulado, Hunter Hayes Encore Edition (2013). O lançamento da faixa como single do disco ocorreu em 7 de abril de 2013 através da Atlantic Records. Foi composta por Hunter Hayes, Lori McKenn, Troy Verges e produzida pelo próprio em parceria com Dann Huff. Trata-se de uma canção uptempo que deriva do gênero country pop, e tematicamente, fala sobre um relacionamento de longa distância e as dificuldades em fazê-lo funcionar.
As críticas após o lançamento da música foram em geral positivas. Devido a instrumentação usada na canção, rendeu comparações as faixas "Baba O'Reilly" da banda The Who e "Somebody Like You" de Keith Urban. A faixa teve um desempenho moderado nas tabelas musicais, destacando-se em seu país de origem onde conseguiu a décima nona colocação na Billboard Hot 100. A canção ainda alcançou a sexta na Country Songs. No Canadá, o tema teve um desempenho comercial positivo dando a Hayes sua melhor posição de sempre.
O vídeo musical, dirigido por Ends, foi lançado em 29 de maio de 2013 pelos canais televisivos Country Music Television e Great American Country. As cenas retratam um namoro conturbado, onde Hayes relembra os momentos que passou com sua namorada. Entre as cenas estão: os interpretes mergulhando em uma piscina, bem como eles andando em carrinhos de supermercados, namorando em becos e atirando fogo de artifício durante a noite.

## Antecedentes e composição

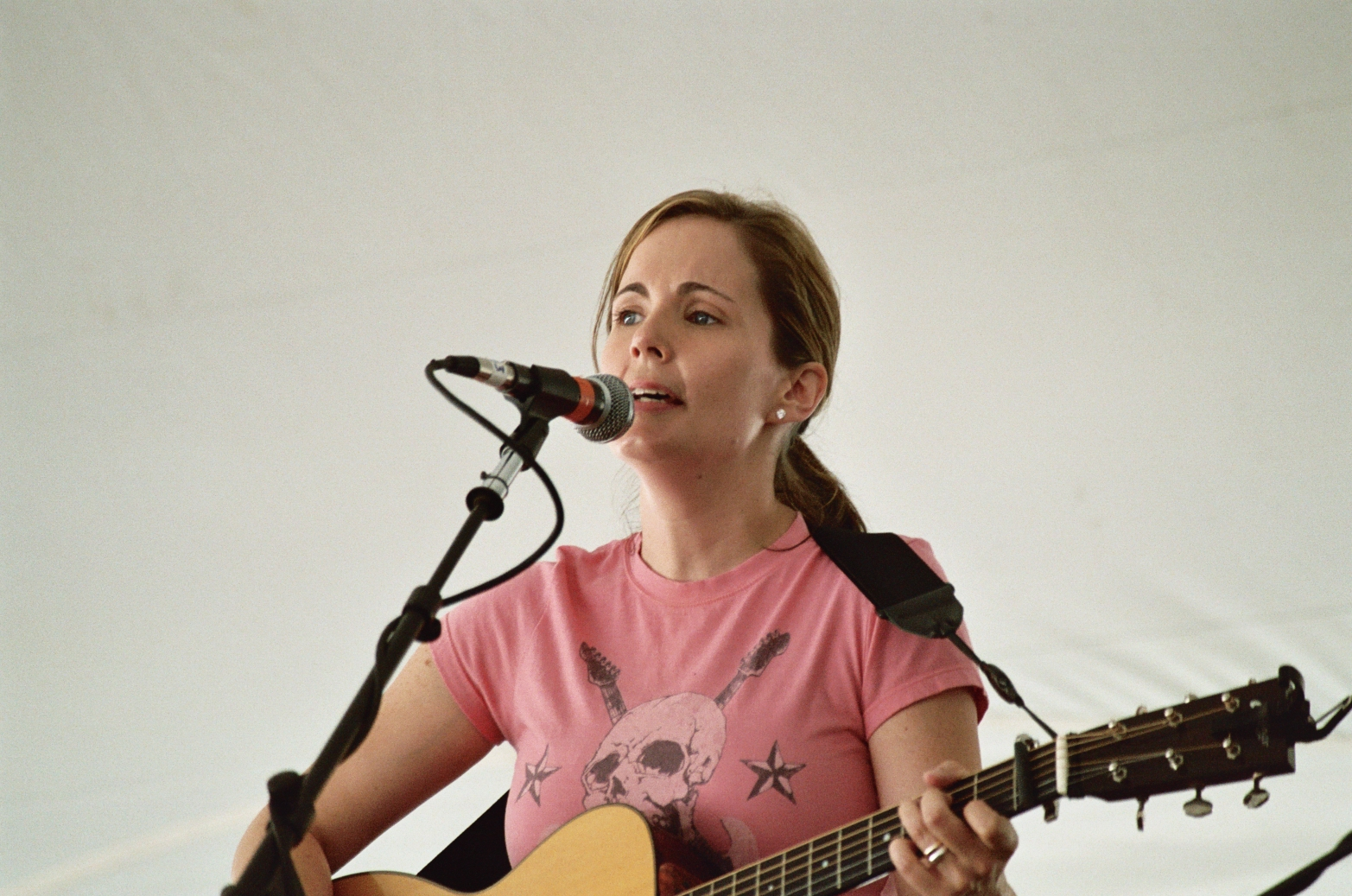
Hayes já havia colaborado com Troy Verges na composição de "Wanted", mas para compor "I Want Crazy" tiveram o apoio de Lori McKenn (foto).

Após lançar as canções "Storm Warning", "Wanted" e "Somebody's Heartbreak" entre 2011 e 2012, Hayes afirmou em entrevista à Billboard que estava trabalhando em seu novo disco. Em 1 de abril de 2013, ele acabou por afirmar que lançaria uma nova versão de seu álbum de estreia, Hunter Hayes e que o novo single, "I Want Crazy", seria lançado em 7 de abril após sua apresentação do mesmo no Academy of Country Music. Dois dias depois ele disponibilizou em seu site a capa do trabalho. Sobre a elaboração da canção, Troy Verges comentou: "Eu tinha chegado a conhecer Hunter tão bem antes de escrever para esse último registro, e eu sabia que ele era um grande guitarrista, então estávamos tentando encontrar uma música para caracterizar o que ele pode fazer na guitarra. Foi apenas uma gravação fácil. Levou apenas um par de horas, porque a música estava lá".
"I Want Crazy" foi composta por Hunter Hayes, Lori McKenn, Troy Verges e produzida pelo próprio em parceria com Dann Huff. Trata-se de uma canção uptempo que deriva do gênero country pop. Sua produção é baseada em guitarra, bandolim, banjo e violino que lembra as canções "Baba O'Reilly" da banda The Who e "Somebody Like You" de Keith Urban. De acordo com a partitura publicada pela Universal Music Publishing Group na página da Musicnotes, Inc, a canção possui um metrônomo de 104 batidas por minuto e é composta na chave de mi bemol maior. Tematicamente fala sobre um relacionamento de longa distância e as dificuldades em fazê-lo funcionar. Exemplos de versos de "I Want Crazy" são: "Quem se importa se você é tudo que eu penso / Eu procurei o mundo e agora eu sei / Não é ruim se você não está perdendo sua mente / Sim, eu não quero fácil, quero louco / Você está comigo bebê, vamos ser loucos."

## Divulgação

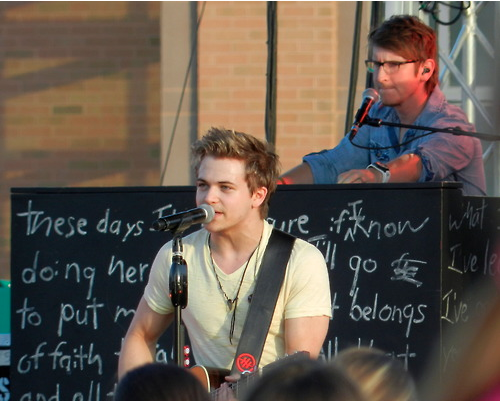
Hayes se apresentando em junho de 2013, mês em que o artista realizou o maior número de apresentações ao vivo da canção.

A divulgação da canção começou com a sua primeira atuação ao vivo, que decorreu a 7 de abril de 2013 durante a transmissão da cerimônia de prêmios para música country, ACM Awards, em colaboração com Stevie Wonder, que tocou piano enquanto Hayes cantava. Durante a apresentação, as palavras ‘Let’s be crazy’ passavam rabiscadas no telão e Hayes estava cercado por balões que continham seu nome escrito, bem como as letras da faixa. Em 5 de junho, o artista também foi convidado para atuar na décima edição do CMT Music Awards. Com uma camisa amarela-limão, calça jeans skinny preta e tênis, Hayes começou a música em um pequeno palco situado no meio da multidão, a maioria dos quais eram do sexo feminino e usavam óculos de sol em forma de coração com a palavra 'Crazy' impressa nas lentes. No meio da apresentação, o cantor caminhou ao palco maior e realizou a maior parte da canção lá. Ele, então, terminou a performance exatamente como ele começou - atravessando a multidão e interagindo com os fãs. Amy Sciarretto do Taste of Country elogiou o espetáculo, comentando "ainda estava claro quando Hayes rasgou em sua canção de sucesso, mas o céu estava ainda mais brilhante graças à sua qualidade de estrela. Ele fez uma apresentação sem esforço, efervescente e exuberante."
Seguiram-se, outras interpretações ao vivo em festivais musicais, como no CMA Music Festival e no Taste of Country Music Festival nos dias 7 e 15 de junho de 2013, respectivamente. Em 18 de junho de 2013, Hayes apresentou a canção na final reality show norte-americano The Voice em dueto com Danielle Bradbery. Dois dias depois ele apresentou a faixa junto aos singles anteriores "Wanted" e "Somebody's Heartbreak" no programa norte-americano The Today Show.

## Recepção crítica
| Críticas profissionais | Críticas profissionais |
| Avaliações da crítica  | Avaliações da crítica  |
| Fonte                  | Avaliação              |
| ---------------------- | ---------------------- |
| Teste of Country       | [ 21 ]                 |
| Roughstock             | [ 10 ]                 |
| Digital Journal        | [ 22 ]                 |

Billy Dukes do Taste of Country ao dar 4 estrelas de 5, comentou "em sua nova música 'I Want Crazy', Hunter Hayes não soa como Ronnie Dunn ou cantarolador como Chris Young. Sua performance vocal é um exercício de dicção - e memória. Simplesmente, ele embala uma tonelada de palavras em um espaço apertado, sem esforço ou enrolação uma ideia para outra. Não é fácil." Kevin John Coyne, do portal Country Universe, classificou a canção com B, escrevendo que "I Want Crazy" é insanamente derivado da era-Golden Road de Keith Urban, cheio de riffs e banjo ridiculamente cativantes e melodias tão leves e alegres que praticamente flutuam. Não surpreendentemente, suas letras não amadureceram muito, por isso mesmo o charme desta nova canção é maioritariamente adolescente, um fato ainda mais notável dado que foi co-escrita por Lori McKenna.
Markos Papadatos, do Digital Journal, pontuou a canção com 5 estrelas de cinco, comentando "no geral, "I Want Crazy" de Hunter Hayes é contagiante e a melodia é muito amigável as rádios, onde os fãs podem facilmente cantar junto com seu refrão. É digna de repetição em um MP3 ou leitor de CD. Seus vocais são frescos e edificante e sua habilidade instrumental sobre esta música é notável. Ele prova mais uma vez que o seu talento não tem limites." Papadatos também acrescentou que "com uma canção deste calibre, Hunter está destinado a seguir os passos de Brad Paisley e Keith Urban e se tornar o próximo grande astro da música country." Matt Bjorke, do Roughstock, escreveu que a canção é liricamente e sonoramente diferente para ele e que, Hayes está mostrando totalmente crescimento artístico sem sair do lugar na Música Country Moderna. Jaimie Roussos da Confront Magazine escreveu que a obra é a faixa de destaque do álbum, principalmente porque ele consegue combinar grandes letras, grandes vocais, e o arranjo de guitarras, banjos e violinos para criar algo novo e experimental que retrata o seu crescimento como artista.

## Videoclipe

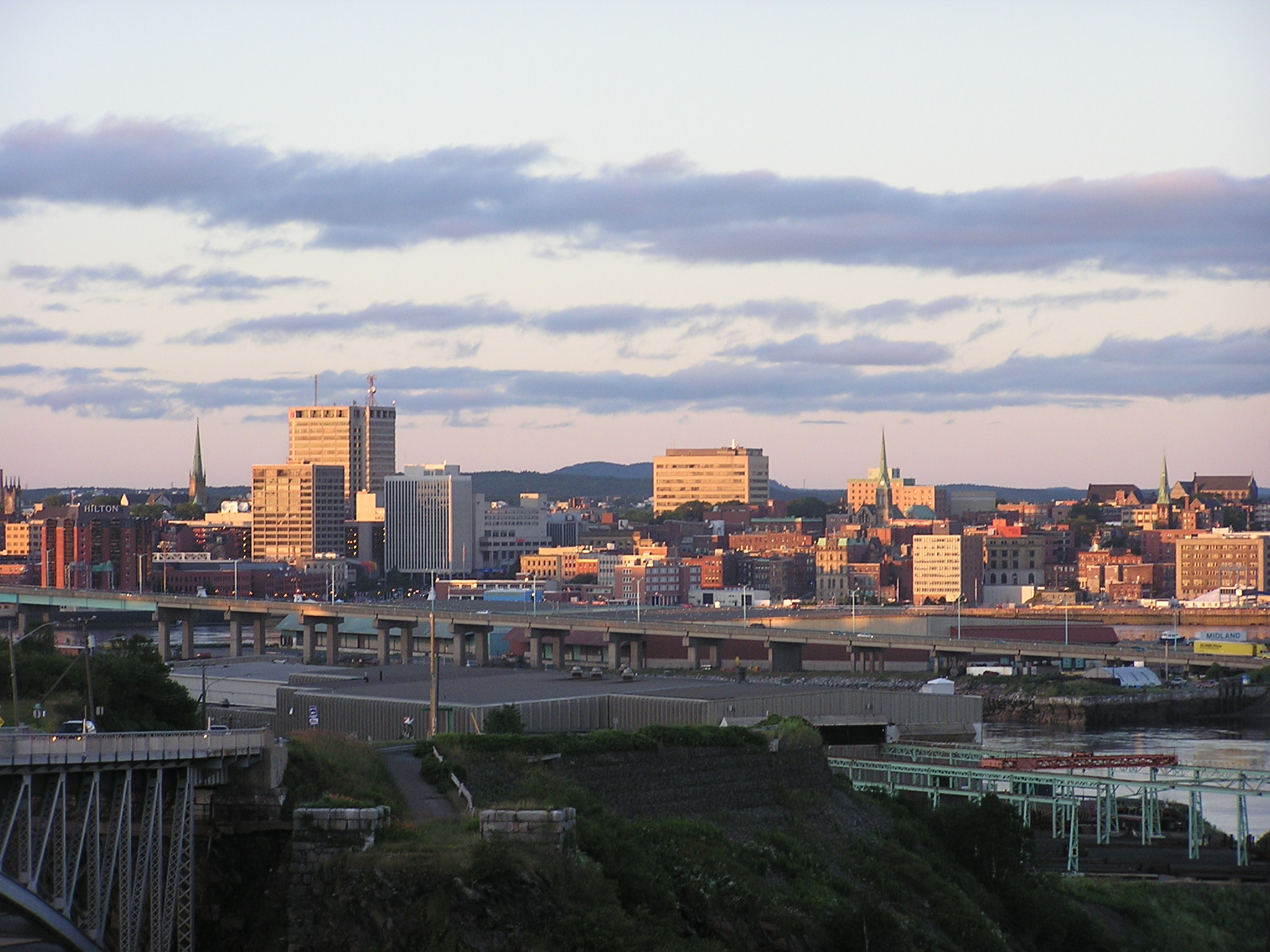
O clipe foi gravado em Saint John, durante a passagem da Blown Away Tour de Carrie Underwood, na qual Hayes foi ato de abertura.

O videoclipe produzido para a promoção de "I Want Crazy" foi dirigido por Ends e filmado em Saint John, Nova Brunswick. A versão completa do vídeo estreou através do Country Music Television e Great American Country no dia 29 de abril de 2013. Durante a 27° edição da série For the Love of Music, Hayes explicou o conceito do vídeo: "O vídeo é sobre um relacionamento de longa distância e da dureza de ter um relacionamento de longa distância, porque é sobre isso o tema da canção [...] É sobre as coisas malucas que você faz para alguém quando você está louca por eles." Hayes também comentou sobre a dificuldade de atuar: "Foi muito louco, ele estava fora de controle em alguns pontos... Esta foi a minha estreia como ator, realmente. Esta foi a minha primeira vez que realmente entrei em um personagem".
O vídeo começa com uma conversa por telefone entre Hayes e a menina que ele é louco por ela, a qual ele esteve em um relacionamento de longa distância por três meses. A conversa então fica extensa, e o vídeo retrata simultaneamente o seu último adeus choroso, ele pergunta: "E se eu simplesmente... voei lá fora?" Ela responde: "Isso é um pouco louco." Eles entram em uma piscina para um mergulho tarde da noite, andam em carrinhos de supermercado na rua, beijam-se nos becos e disparam fogos de artifício para o céu a noite. Eventualmente, Hayes entra em um pequeno avião e surpreende sua namorada. Ao longo do vídeo, o cantor e sua namorada olham fotos de suas doces lembranças, mesmo estando distantes um do outro, muitas vezes as cenas são intercaladas com Hayes apaixonadamente cantando e tocando sua guitarra em seu quarto.
Markos Papadatos do Digital Journal considerou o mais atraente videoclipe de Hayes até à data e que é o acompanhamento perfeito para a música. Papadatos considera que o artista mostra a sua personalidade borbulhante e capacidade de atuar melhor do que qualquer um de seus vídeos musicais anteriores. Antes de terminar a avaliação parabenizando o cantor "pelo trabalho bem feito", o redator classifica o projeto como "A". Wendy Geller para o Yahoo! Music definiu o vídeo como divertido e afirmou que valeu a pena à paciência que os fãs tiveram ao esperar por ele.

## Faixas e formatos
| Download digital |                |         |  |
| N.º              | Título         | Duração |  |
| 1.               | "I Want Crazy" | 3:56    |  |

## Desempenho nas tabelas musicais
Na edição de 10 de abril de 2013 da tabela musical Country Songs da revista norte-americana Billboard, "I Want Crazy" estreou na 36º posição após vender 19 mil cópias. Na semana seguinte, em 18 de abril, "I Want Crazy" pulou para décima posição após ser comercializada 110 mil vezes e figurou na 24ª colocação da Country Aiplay, o que fez com que a canção alcançasse a 43ª posição da Billboard Hot 100. Contudo, a canção veio a conseguir sua melhor posição, no 19° posto, em sua décima primeira semana. Até 19 de junho de 2013, de acordo com a Nielsen SoundScan, a canção já havia vendido 1 528 000 cópias nos Estados Unidos. Consequentemente, a faixa foi autenticada como disco de platina pela Recording Industry Association of America (RIAA).
Em sua primeira semana no Canadá, datada em 17 de abril, "I Want Crazy" estreou na quinta situação da Canadian Digital Songs e simultaneamente na décima quarta situação da Canadian Hot 100, tornando-se à música de Hayes com melhor colocação no território. A faixa foi certificada como disco de platina pela Music Canada por vendas superiores a 80 mil cópias digitais.
| Tabela musical (2013)              | Melhor posição |
| ---------------------------------- | -------------- |
| Canadá (Canadian Hot 100)          | 14             |
| Canadá (Canadian Country)          | 1              |
| Canadá (Canadian Digital Songs)    | 5              |
| Estados Unidos (Billboard Hot 100) | 19             |
| Estados Unidos (Country Songs)     | 2              |
| Estados Unidos (Country Airplay)   | 2              |

| Tabela musical (2013)              | Posição |
| ---------------------------------- | ------- |
| Canadá (Canadian Hot 100)          | 87      |
| Estados Unidos (Billboard Hot 100) | 72      |
| Estados Unidos (Country Airplay)   | 13      |
| Estados Unidos (Hot Country Songs) | 5       |

| País / Provedor       | Certificação |
| --------------------- | ------------ |
| Canadá / Music Canada | Platina      |
| Estados Unidos / RIAA | Platina      |

## Histórico de lançamento
"I Want Crazy" foi lançada para download digital em 7 de abril de 2013 em países da Europa, América do Sul e Oceania pela iTunes Store. Nos Estados Unidos, a versão single foi lançada através da Amazon.com.
| País           | Data               | Formato          | Gravadora        |
| -------------- | ------------------ | ---------------- | ---------------- |
| Austrália      | 7 de abril de 2013 | Download digital | Atlantic Records |
| Brasil         | 7 de abril de 2013 | Download digital | Atlantic Records |
| Estados Unidos | 7 de abril de 2013 | Download digital | Atlantic Records |
| Irlanda        | 7 de abril de 2013 | Download digital | Atlantic Records |
| Nova Zelândia  | 7 de abril de 2013 | Download digital | Atlantic Records |
| Reino Unido    | 7 de abril de 2013 | Download digital | Atlantic Records |

## Créditos de elaboração
Lista-se abaixo os profissionais envolvidos na elaboração de "I Want Crazy", de acordo com o encarte acompanhante ao álbum Hunter Hayes Encore:
- Guitarra, Mandolin, Bouzouki, Órgão, Acordeon, vocais adicionais – Hunter Hayes;
- Backing Vocals – Hunter Hayes, Sam Ellis;
- Baixo – Tony Lucido;
- Bateria – Nir Z;
- Percussão – Eric Darken;
- Steel Guitar – Paul Franklin;
- Composição – Hunter Hayes, Lori McKenna, Troy Verges;